# Радзиминский, Юзеф
Юзеф Радзиминский (1730—1820) — государственный деятель Речи Посполитой, судья земский гнезненский, последний воевода гнезненский (1790—1795), сенатор-каштелян (1807) и сенатор-воевода (1810) Великого герцогства Варшавского.

## Биография
Представитель польского дворянского рода Радзиминских герба «Любич». Сын подстолия нурского Антония Радзиминского (1690—1756) и Терезы Эльжбеты Барановской. Братья — Франтишек и Адам Радзиминские.
Избирался депутатом коронного трибунала. В 1773 году Юзеф Радзиминский стал членом конфедерации Адама Понинского. В 1773 году он был избран послом (депутатом) от Кцынского повета на Разделительный сейм (1773—1775). В 1782 году избирается послом на сейм от Калишского воеводства, в 1786 году — депутат сейма от Гнезненского воеводства. Член конфедерации Четырёхлетнего сейма (1788).
2 декабря 1806 года по приказу генерала Яна Генрика Домбровского Юзеф Радзиминский издал указ к дворянству Великопольши. С 1807 года — сенатор-каштелян, с 1810 года — сенатор-воевода Варшавского герцогства.
Кавалер Ордена Святого Станислава (1786) и Ордена Белого орла (1790).

## Семья
Женат на Михалине Злотницкой (1735—1820), дочери мечника добжинского Адама Злотницкого и Агнешки Имельской. Их дети:
- Юзеф Антоний (род. 1758)
- Антоний Франтишек Юзеф (род. 1758)
- Бальбина Франциска Анна (род. 1759)
- Франциска (1760—1854), 1-й муж — подкоморий королевский Владислав Игнацы Антоний Лубенский (1766—1807), 2-й муж — Иероним Николай Франтишек Сулержиский (1778—1814)
- Пётр (1760—1849)
- Луция (род. 1760), жена Матеуша Розена
- Марианна (ок. 1762—1847), жена старосты бжесць-куявского Александра Иезекиила Мощенского (1759—1846)
- Якуб (ок. 1769—1809).